# Событийно-ориентированная платформа управления бизнес-процессами
Событийно-ориентированная платформа управления бизнес-процессами (англ. Event-Driven Business Process Management Platform, EDBPMP) — класс информационных систем, реализующих инструменты обработки событий и их контекста, визуального проектирования логики исполнения сценариев, интеграций с источниками и приемниками данных, исполнения ML/AI-моделей, аналитики и отчетности, и позволяющих на их базе создавать законченные автоматизированные решения для любой предметной области.
Системы данного класса базируются на архитектуре, управляемой событиями, и в основе их функционирования заложены концепции конечных автоматов, диаграмм состояний (графов переходов) и программирования на основе потоков.
EDBPM платформы в ранних реализациях сочетали в себе стандартные функции BPM (Business Process Management) и CEP (Complex Event Processing). В современных EDBPM платформах реализуется функционал, позволяющий на их базе строить независимые решения класса CEM/CX (Customer Experience Management), CES (Customer Experience Systems), Customer data platform, OI (Operational Intelligence) или объединять их вместе в рамках одной платформы.
Наличие «из коробки» разнообразных модулей, коннекторов, трансформеров позволяют собирать необходимые для бизнес-задач решения в режиме low-code/no-code.
Нужно отметить, что сейчас появляется множество информационных систем, реализующих в той или иной степени концепции EDBPM, но не являющимися таковыми в силу того, что они спроектированы для решения ограниченного количества задач в рамках одной предметной области. Например, решения класса CEM.

## Область применения
Далеко не полный список задач, решаемый системами класса EDBPM:
- Управление клиентским опытом/автоматизация маркетинга
- Создание единого профиля клиента
- Детектирование и предотвращение событий мошенничества
- Создание цифрового следа
- Создание и управление игровыми механиками
- Управление событиями мониторинга
- Управление данными IoT
- Создание конвейеров
- Создание ботов
- Оркестрация микросервисов

## Отечественные платформы
- Accelera